# إدسون فييرا
إدسون فييرا (بالبرتغالية: Edson Vieira‏) هو لاعب كرة قدم برازيلي في مركز الوسط، ولد في 9 أكتوبر 1965 في São João, Paraná ‏ في البرازيل. لعب مع بوتافوغو ريغاتاس ونادي بوتافوغو اس بي ونادي بونتي بريتا ونادي فورتاليزا.